# Östersysslets domsagas valkrets
Östersysslets domsagas valkrets var i riksdagsvalet till andra kammaren 1908 en egen valkrets med ett mandat. Valkretsen, som motsvarade Ölme, Visnums, Väse och Färnebo härader, avskaffades vid införandet av proportionellt valsystem inför valet 1911 och uppgick i Värmlands läns östra valkrets.

## Riksdagsman
- Carl Jansson, lib s (1909–1911)

## Valresultat

### 1908
| Andrakammarvalet i Sverige 1908: Östersysslets domsagas valkrets | Andrakammarvalet i Sverige 1908: Östersysslets domsagas valkrets | Andrakammarvalet i Sverige 1908: Östersysslets domsagas valkrets | Andrakammarvalet i Sverige 1908: Östersysslets domsagas valkrets | Andrakammarvalet i Sverige 1908: Östersysslets domsagas valkrets | Andrakammarvalet i Sverige 1908: Östersysslets domsagas valkrets |
| Parti                                                            | Parti                                                            | Kandidat                                                         | Röster                                                           | %                                                                | ±                                                                |
| ---------------------------------------------------------------- | ---------------------------------------------------------------- | ---------------------------------------------------------------- | ---------------------------------------------------------------- | ---------------------------------------------------------------- | ---------------------------------------------------------------- |
|                                                                  | Liberala samlingspartiet                                         | Carl Jansson                                                     | 987                                                              | 68,6                                                             |                                                                  |
|                                                                  | Liberala samlingspartiet                                         | Olof Anderson                                                    | 452                                                              | 31,4                                                             |                                                                  |
| Valdeltagande                                                    | Valdeltagande                                                    | Valdeltagande                                                    | 1,463                                                            | 50,3                                                             |                                                                  |

Valet ägde rum den 5 september 1908. 24 röster kasserades.